# Orquesta de Pulso y Púa Francisco Tárrega
La Orquesta de Pulso y Púa Francisco Tárrega es una orquesta de pulso y púa de Villarreal, Castellón, España. Fue fundada el 21 de noviembre de 1981, día en que se conmemora el nacimiento del guitarrista Francisco Tárrega. La asociación fue creada como rondalla por aficionados a la música e instrumentos de plectro e intentaron difundir las obras del compositor villarrealense del que tomaron el nombre.
Cuenta con escuela de educandos propia, orquesta juvenil y cuarteto de cámara, en sus orígenes formado por Mª Isabel Ebro (bandurria), Enrique Gimeno (guitarra), Pasqual LLorens (bandurria) y Jesús Ceba (laúd y guitarra), y del que posteriormente formarían parte Josep Goterris (bandurria) y Joan Carles Torres (laúd y guitarra) sustituyendo a Mª Isabel Ebro y Enrique Gimeno. También cabe mención especial en la lista de miembros de la Orquesta, la guitarrista Ana M.ª Archilés Valls.
Han realizado conciertos por todos los rincones de la geografía española, así como también en Francia, Alemania, Italia, Portugal y Japón, participando en prestigiosos festivales musicales y realizando actividades de intercambio con otras agrupaciones musicales de púa.
En 1990 se creó el Festival Internacional de Música de Pulso y Púa "Francisco Tárrega" que, con el apoyo de la concejalía de cultura del ayuntamiento de Villarreal, atrajo en sus 8 ediciones la participación de entidades musicales de toda Europa, así como solistas de plectro de grandísima altura.
Ha realizado diversas grabaciones discograficass y diversos conciertos conjuntamente con agrupaciones corales, solistas vocales e instrumentos de otras familias.
Es miembro de la Federación Valenciana de Orquestas de Pulso y Púa y de la F.E.G.I.P.. Entre sus directores han estado Pascual Cándido, Enrique Gimeno, Francisco Javier Piquer, Alfredo Sanz y Mª Isabel Casalta. Organiza cada año el popular concurso de la “Nit de Ronda” durante las fiestas patronales de Villarreal en honor de San Pascual.